# Marion Gauthier-Rat
Marion Gauthier-Rat (Saint-Maurice, 13 febbraio 1993) è un'ex pallavolista francese.
Giocava nel ruolo di centrale.

## Carriera
La carriera di Marion Gauthier-Rat inizia nelle giovanili dello Charenton, per poi passare, nel 2008, in quelle dello Châtenay-Malabry e, nel 2010, in quelle dell'IFVB: in questo periodo fa parte delle nazionali giovanili francese.
Nella stagione 2011-12 viene ingaggiata dal UGSÉ Nantes (dal 2013 Nantes), in Ligue A, dove rimane fino al termine della carriera agonistica, nel 2019; nel 2012 ottiene le prime convocazioni nella nazionale maggiore.